# Hans Heinrich Adam
Hans Heinrich Adam (Aachen, 28 de outubro de 1919 — Bad Tölz, 19 de abril de 2007) foi um pintor e vitralista alemão.

## Biografia
Hans Heinrich Adam estudou na Academia de Arte de Düsseldorf e na faculdade de pintura Hermann-Göring-Meisterschule für Malerei em Kronenburg, Eifel, sendo aluno de mestrado do professor Werner Peiner. Ele viveu em Arnoldshain, Taunus por mais de três décadas e criou principalmente vitrais de igrejas em Frankfurt am Main.

## Obras
- Pinturas e tapeçarias no Centro Comunitário Evangélico Muecke Bernsfeld
- Janela da igreja do Bethanienkirche, Frankfurter Berg
- Janela da igreja do Heiliggeistkirche do mosteiro dominicano, centro da cidade de Frankfurt
- Janela da igreja da Igreja Dornbusch, Frankfurt-Dornbusch
- Janela da Igreja da Nova Igreja de São Nicolau, Frankfurt-Ostend
- Janela de vidro de concreto da Igreja da Epifania, Frankfurt-Nordend
- Parede de mosaico da casa do reitor Weinberger, Bad Nauheim
- Janela de vidro de concreto da Stephanuskirche, Frankfurt-Unterliederbach
- Janela da igreja do Friedenskirche em Bonn-Kessenich